# Mohammad Reza Khanzadeh
Mohammad Reza Khanzadeh (persan : محمدرضا خان‌زاده), né le 20 janvier 1992 à Téhéran en Iran, est un footballeur international iranien. Il évolue actuellement au club du Sanat Naft FC au poste de défenseur central.

## Biographie

### Carrière internationale
Le 9 décembre 2012, il honore sa première sélection contre l'Arabie saoudite lors du championnat d'Asie de l'Ouest. La rencontre se solde par un match nul et vierge (0-0). 
Non retenu parmi les 23 joueurs iraniens sélectionnés pour disputer la coupe d'Asie en Australie, il fait partie d'un groupe des réservistes présents lors de la préparation de l'équipe d'Iran et susceptibles de remplacer un joueur sélectionné qui serait blessé. Le 7 janvier 2015, à la suite du forfait d'Hashem Beikzadeh en raison d'une blessure, il entre finalement dans les 23. Durant la coupe d'Asie, il dispute aucune rencontre.
Le 4 juin 2018, il fait partie de la liste des 23 joueurs iraniens sélectionnés pour disputer la coupe du monde en Russie. 